# 4th Battle Squadron
La Quarta squadra da Battaglia della Royal Navy fu una squadra navale di corazzate. La squadra fu inizialmente parte della Home Fleet. Durante la prima guerra mondiale la Home Fleet fu rinominata Grand Fleet. La squadra cambiò composizione spesso a causa di navi danneggiate, radiate o trasferite.

## Storia

### Prima guerra mondiale

#### Agosto 1914
Il 5 agosto 1914 la squadra contava le seguenti navi: 
- HMS Agincourt
- HMS Bellerophon
- HMS Dreadnought
- HMS Temeraire

#### Gennaio 1915
Nel gennaio 1915 la composizione cambiò leggermente:
- HMS Agincourt
- HMS Bellerophon
- HMS Dreadnought
- HMS Temeraire
- HMS Benbow
- HMS Emperor of India
- HMS Erin

#### Battaglia dello Jutland, giugno 1916
Come parte della Grand Fleet la squadra partecipò alla battaglia con la seguente composizione:
Terza Divisione
- HMS Iron Duke, nave ammiraglia dell'intera flotta sotto l'ammiraglio Sir John Jellicoe; capitano Frederic Dreyer;
- HMS Royal Oak, capitano C. Maclachlan;
- HMS Superb, ammiraglia del contrammiraglio A. L. Duff; capitano E. Hyde-Parker;
- HMS Canada, capitano W. C. M. Nicholson;

Quarta Divisione
- HMS Benbow, ammiraglia del viceammiraglio Sir Doveton Sturdee; capitano H. W. Parker;
- HMS Bellerophon, capitano E. F. Bruen;
- HMS Temeraire, capitano E. V. Underhill;
- HMS Vanguard, capitano J. D. Dick;

#### Gennaio 1917
Dopo la battaglia dello Jutland, la squadra fu riorganizzata con la Colossus, Hercules, St. Vincent, Collingwood e Neptune tutte trasferite dal 1st Battle Squadron. Nel gennaio 1917 la squadra consisteva nelle seguenti unità:
- HMS Bellerophon
- HMS Temeraire
- HMS Vanguard
- HMS Superb
- HMS Colossus
- HMS Hercules
- HMS Neptune
- HMS St Vincent
- HMS Collingwood

Dopo la perdita della HMS Vanguard nel luglio 1917, la HMS Superb e la HMS Temeraire furono distaccate nel Mediterraneo nel 1918. La HMS Dreadnought si riunì alla squadra come ammiraglia nel marzo 1918.

## Comandanti
- Viceammiraglio Sir Charles Briggs (1912–14)
- Viceammiraglio Sir Douglas Gamble (1914–15)
- Ammiraglio Sir Doveton Sturdee (1915–18)
- Viceammiraglio Sir Montague Browning (1918–19)
- Viceammiraglio Sir Michael Culme-Seymour (1919–20)
- Contrammiraglio Richard Webb (1920–22)
- Contrammiraglio John Kelly (1922–23)
- Contrammiraglio Hugh Watson (1923–24)